# 1859 год
1859 (ты́сяча восемьсо́т пятьдеся́т девя́тый) год  по григорианскому календарю — невисокосный год, начинающийся в субботу. Это 1859 год нашей эры, 9‑й год 6‑го десятилетия XIX века 2‑го тысячелетия, 10‑й год 1850‑х годов. Он закончился 166 лет назад.
| Пн | Вт | Ср | Чт | Пт | Сб | Вс |
|    |    |    |    |    | 1  | 2  |
| 3  | 4  | 5  | 6  | 7  | 8  | 9  |
| 10 | 11 | 12 | 13 | 14 | 15 | 16 |
| 17 | 18 | 19 | 20 | 21 | 22 | 23 |
| 24 | 25 | 26 | 27 | 28 | 29 | 30 |
| 31 |    |    |    |    |    |    |

| Пн | Вт | Ср | Чт | Пт | Сб | Вс |
|    | 1  | 2  | 3  | 4  | 5  | 6  |
| 7  | 8  | 9  | 10 | 11 | 12 | 13 |
| 14 | 15 | 16 | 17 | 18 | 19 | 20 |
| 21 | 22 | 23 | 24 | 25 | 26 | 27 |
| 28 |    |    |    |    |    |    |

| Пн | Вт | Ср | Чт | Пт | Сб | Вс |
|    | 1  | 2  | 3  | 4  | 5  | 6  |
| 7  | 8  | 9  | 10 | 11 | 12 | 13 |
| 14 | 15 | 16 | 17 | 18 | 19 | 20 |
| 21 | 22 | 23 | 24 | 25 | 26 | 27 |
| 28 | 29 | 30 | 31 |    |    |    |

| Пн | Вт | Ср | Чт | Пт | Сб | Вс |
|    |    |    |    | 1  | 2  | 3  |
| 4  | 5  | 6  | 7  | 8  | 9  | 10 |
| 11 | 12 | 13 | 14 | 15 | 16 | 17 |
| 18 | 19 | 20 | 21 | 22 | 23 | 24 |
| 25 | 26 | 27 | 28 | 29 | 30 |    |

| Пн | Вт | Ср | Чт | Пт | Сб | Вс |
|    |    |    |    |    |    | 1  |
| 2  | 3  | 4  | 5  | 6  | 7  | 8  |
| 9  | 10 | 11 | 12 | 13 | 14 | 15 |
| 16 | 17 | 18 | 19 | 20 | 21 | 22 |
| 23 | 24 | 25 | 26 | 27 | 28 | 29 |
| 30 | 31 |    |    |    |    |    |

| Пн | Вт | Ср | Чт | Пт | Сб | Вс |
|    |    | 1  | 2  | 3  | 4  | 5  |
| 6  | 7  | 8  | 9  | 10 | 11 | 12 |
| 13 | 14 | 15 | 16 | 17 | 18 | 19 |
| 20 | 21 | 22 | 23 | 24 | 25 | 26 |
| 27 | 28 | 29 | 30 |    |    |    |

| Пн | Вт | Ср | Чт | Пт | Сб | Вс |
|    |    |    |    | 1  | 2  | 3  |
| 4  | 5  | 6  | 7  | 8  | 9  | 10 |
| 11 | 12 | 13 | 14 | 15 | 16 | 17 |
| 18 | 19 | 20 | 21 | 22 | 23 | 24 |
| 25 | 26 | 27 | 28 | 29 | 30 | 31 |

| Пн | Вт | Ср | Чт | Пт | Сб | Вс |
| 1  | 2  | 3  | 4  | 5  | 6  | 7  |
| 8  | 9  | 10 | 11 | 12 | 13 | 14 |
| 15 | 16 | 17 | 18 | 19 | 20 | 21 |
| 22 | 23 | 24 | 25 | 26 | 27 | 28 |
| 29 | 30 | 31 |    |    |    |    |

| Пн | Вт | Ср | Чт | Пт | Сб | Вс |
|    |    |    | 1  | 2  | 3  | 4  |
| 5  | 6  | 7  | 8  | 9  | 10 | 11 |
| 12 | 13 | 14 | 15 | 16 | 17 | 18 |
| 19 | 20 | 21 | 22 | 23 | 24 | 25 |
| 26 | 27 | 28 | 29 | 30 |    |    |

| Пн | Вт | Ср | Чт | Пт | Сб | Вс |
|    |    |    |    |    | 1  | 2  |
| 3  | 4  | 5  | 6  | 7  | 8  | 9  |
| 10 | 11 | 12 | 13 | 14 | 15 | 16 |
| 17 | 18 | 19 | 20 | 21 | 22 | 23 |
| 24 | 25 | 26 | 27 | 28 | 29 | 30 |
| 31 |    |    |    |    |    |    |

| Пн | Вт | Ср | Чт | Пт | Сб | Вс |
|    | 1  | 2  | 3  | 4  | 5  | 6  |
| 7  | 8  | 9  | 10 | 11 | 12 | 13 |
| 14 | 15 | 16 | 17 | 18 | 19 | 20 |
| 21 | 22 | 23 | 24 | 25 | 26 | 27 |
| 28 | 29 | 30 |    |    |    |    |

| Пн | Вт | Ср | Чт | Пт | Сб | Вс |
|    |    |    | 1  | 2  | 3  | 4  |
| 5  | 6  | 7  | 8  | 9  | 10 | 11 |
| 12 | 13 | 14 | 15 | 16 | 17 | 18 |
| 19 | 20 | 21 | 22 | 23 | 24 | 25 |
| 26 | 27 | 28 | 29 | 30 | 31 |    |

## События
- 5 января — полковник Александру Иоан Куза избран господарем Молдавии[1].
- 15 января — император Гаити Фостен I в условиях всеобщего антиправительственного восстания отрекается от престола. Гаитянская империя ликвидирована, президентом республики Гаити становится генерал Фабр Жеффрар[2].
- 22 января — свергнутый император Гаити Фостен I с семьёй отплывает на британском судне в изгнание в Кингстон (Ямайка)[3].
- 24 января — господарь Молдавии Александру Куза избран господарем Валахии[1]. Объединение Дунайских княжеств, процесс создания Румынского государства с 1858 по 1861 (1862) год, заключавшийся в объединении Дунайских княжеств (Валахии и Молдавии без Бессарабии) в единое государство.
- 14 февраля — Орегон становится 33-м Штатом США.
- 3 марта — в Париже Франция и Российская империя подписали соглашение о нейтралитете России в предстоящей войне Франции, Пьемонта и Австрии[4].
- 26 марта — французский астроном-любитель Эдмон Модест Лескарбо заявляет, что наблюдал планету, более близкую к Солнцу, нежели Меркурий — впоследствии эта предполагаемая планета получила название Вулкан.
- 25 апреля — начало прокладки Суэцкого канала, продолжавшейся 10 лет[5].
- 29 апреля — началась Австро-итало-французская война 1859[6].
- 20 мая — французская армия нанесла поражение австрийской армии в битве при Монтебелло[4].
- 4 июня — австрийская армия потерпела поражение у Мадженты[4].
- 24 июня — произошла битва при Сольферино, северная Италия, крупнейшее сражение между итало-французскими объединёнными силами и австрийскими войсками в ходе Австро-итало-французской войны 1859. Победа антиавстрийской коалиции[6].
- 25 июня — неудачный штурм англо-французской коалицией фортов Дагу.
- 11 июля — Франция по своей инициативе заключила с Австрией сепаратное Виллафранкское перемирие[7]. Австрия сохранила Венецианскую область, Ломбардия отходила Франции, которая передавала её Пьемонту[6].
- с 1 по 2 сентября — произошла сильнейшая за всю историю наблюдений геомагнитная буря («Событие Кэррингтона»).
- 7 сентября — запуск часов Биг Бен в Лондоне.
- 17 сентября — Джошуа Нортон провозглашает себя «Императором Соединённых Штатов».
- 12 октября — Самопровозглашённый «Император Соединённых Штатов» Джошуа Нортон «приказывает» Конгрессу Соединённых Штатов самораспуститься.
- 16 октября — Американский аболиционист Джон Браун со своим отрядом захватил правительственный арсенал в городке Харперс-Ферри (в настоящее время в штате Западная Виргинии, США).
- 10 ноября — подписан Цюрихский договор между Австрией, Францией и Пьемонтом, закрепивший договорённости в Виллафранке и итоги Австро-итало-французской войны[6].
- 24 ноября — британский натуралист Чарльз Дарвин публикует свой труд Происхождение видов, в котором впервые излагается дарвиновская теория эволюции.
- 18 декабря — Шемахинская губерния Российской империи переименована в Бакинскую губернию, а Баку преобразован в губернский город[8].

### События без точных дат
- Год начала промышленной добычи нефти[9].
- Склифосовский Николай Васильевич окончил курс медицинского факультета Московского университета и принял на себя заведование хирургическим отделением одесской городской больницы.
- В Горы-Горецком земледельческом институте впервые в Российской империи в качестве самостоятельной специальности была введена экономика[10].
- В Области войска Донского (ныне Ростовская область) был основан казачий хутор Лыжинский, который затем вырос в город Фролово.

## Родились
См. также: Категория:Родившиеся в 1859 году
- 11 января — лорд Джордж Натаниэл Керзон, британский государственный деятель (ум. 1925).
- 13 января — Морис Палеолог, французский дипломат, посол Франции в России в период Октябрьской революции (ум. 1944).
- 27 января — Вильгельм II Гогенцоллерн, последний германский кайзер (ум. 1941).
- 3 февраля — Хуго Юнкерс, немецкий промышленник и авиаконструктор (ум. 1935).
- 10 февраля — Александр Мильеран, французский политический деятель, социалист, президент Франции в 1920—1924 годах (ум. 1943).
- 19 февраля — Сванте Август Аррениус, шведский физикохимик, лауреат Нобелевской премии по химии (1903).
- 24 февраля — Аманда Брюстер Севелл, американская художница, портретист и художник жанровых сцен (ум. 1926). Аманда Брюстер Севелл
- 2 марта — Шолом-Алейхем, российский еврейский писатель, классик литературы на идиш (ум. 1916).
- 8 марта — Кеннет Грэм, английский писатель.
- 16 марта — Александр Степанович Попов (ум. 1906), русский физик и электротехник, один из изобретателей радио.
- 26 марта — Альфред Эдвард Хаусман, английский поэт (ум. 1936).
- 9 апреля — Александру Авереску, румынский военный и государственный деятель, маршал, премьер-министр Румынии в 1920—1921, 1926—1927 годах (ум. 1938).
- 29 апреля — Булгаков, Афанасий Иванович, русский богослов и церковный историк, отец писателя Михаила Булгакова.
- 2 мая — Джером К. Джером, английский писатель-юморист.
- 15 мая — Пьер Кюри, французский физик и лауреат Нобелевской премии по физике 1903 (ум. 1906).
- 22 мая — Артур Конан Дойл, английский писатель, создатель Шерлока Холмса.
- 4 июля — Шарль Диль (ум. 1944), французский историк.
- 22 июля — Мария Яничек, немецкая писательница, поэтесса и журналистка.
- 4 августа — Кнут Гамсун, норвежский писатель, классик норвежской литературы.
- 27 августа — Алмазов, Александр Иванович, канонист, литургист, церковный историк.
- 3 сентября — Жан Жорес, французский политический деятель (ум. 31 июля 1914).
- 3 октября — Коста Хетагуров, основоположник осетинской литературы, поэт, просветитель, скульптор, художник.
- 9 октября — Альфред Дрейфус, французский военный чиновник, обвиняемый по «делу Дрейфуса».
- 18 октября — Анри Бергсон, французский философ и лауреат Нобелевской премии по литературе 1927.
- 30 октября — Карл фон Штюргк, министр-президент Австрии в 1911—1916 годах (уб. 1916).
- 15 декабря — Людвик Лазарь Заменгоф, создатель языка эсперанто.
- 29 декабря — Венустиано Карранса, президент Мексики в 1914—1920 годах (уб. 1920).

## Скончались
См. также: Категория:Умершие в 1859 году
- 18 января — Альфред Льюис Вейл, американский изобретатель и бизнесмен.
- 23 февраля — Зыгмунт Красинский, польский поэт (род. 1812).
- 24 апреля — Ян (Иван) Глюксберг, польский книгоиздатель, типограф и общественный деятель (род. 1793).
- 20 мая — Йосип Елачич-Бужимский, хорватский военный и государственный деятель, генерал, граф (род. 1801).
- 20 июля — Ганс Эгеде Шак, датский писатель (род. 1820).
- Хаджие Хошьяр Кадын-эфенди — жена османского султана Махмуда II, мать двух его дочерей. (род. 1796).